# Leichtathletik-Europameisterschaften 2022/Stabhochsprung der Männer

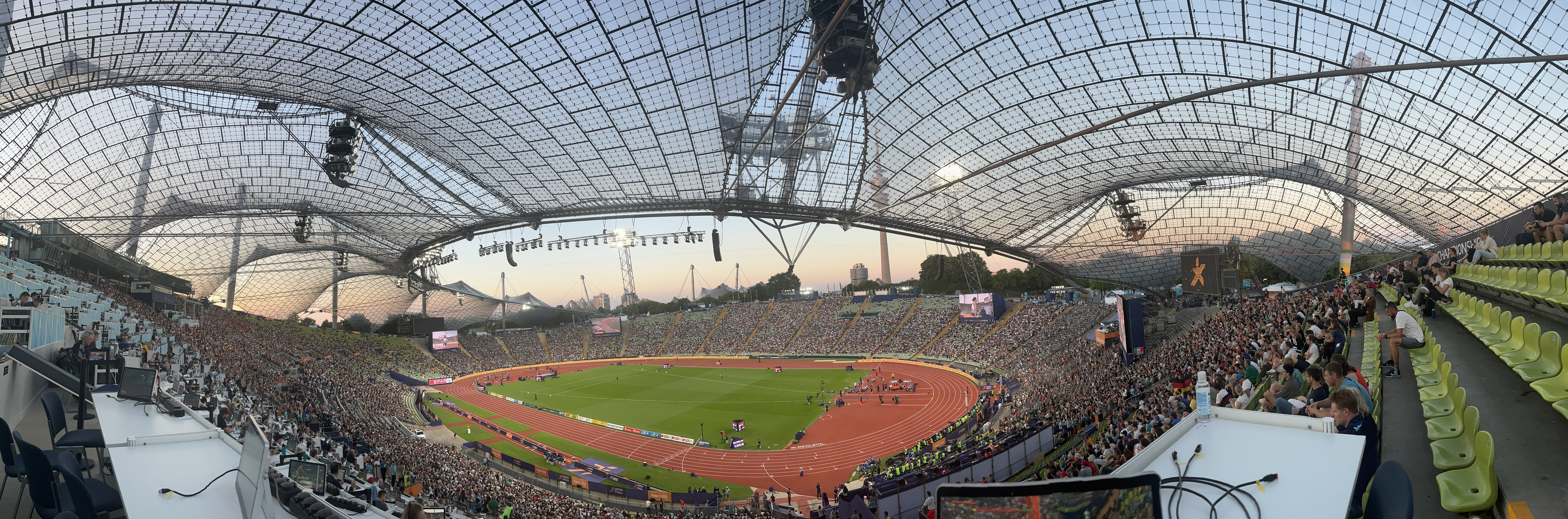
Das Olympiastadion in München während der Europameisterschaften 2022

Der Stabhochsprung der Männer bei den Leichtathletik-Europameisterschaften 2022 wurde am 18. und 20. August 2022 im Olympiastadion der deutschen Stadt München ausgetragen.
Europameister wurde mit dem schwedischen Titelverteidiger und Weltrekordinhaber Armand Duplantis der in den letzten Jahren dominierende Stabhochspringer. 2019 war er Vizeweltmeister geworden, hatte im letzten Jahr Olympiagold gewonnen und war einen Monat zuvor auch Weltmeister geworden.
Silber ging an den Deutschen Bo Kanda Lita Baehre.
Bronze gewann der Norweger Pål Haugen Lillefosse.

## Rekorde

### Bestehende Rekorde
| Weltrekord                 | 6,21 m | Armand Duplantis | WM Eugene, USA         | 24. Juli 2022   |
| Europarekord               | 6,21 m | Armand Duplantis | WM Eugene, USA         | 24. Juli 2022   |
| Europameisterschaftsrekord | 6,05 m | Armand Duplantis | EM Berlin, Deutschland | 12. August 2018 |

### Rekordverbesserung
Der schwedische Europameister Armand Duplantis verbesserte im Finale am 20. August seinen eigenen EM-Rekord um einen Zentimeter auf 6,06 m. Sein erst einen knappen Monat zuvor von ihm selber aufgestellter Welt- und Europarekord war um sechzehn Zentimeter höher.

## Legende
Kurze Übersicht zur Bedeutung der Symbolik – so üblicherweise auch in sonstigen Veröffentlichungen verwendet:
| CR  | Championshiprekord                       |
| DNF | Wettkampf nicht beendet (did not finish) |
| NM  | keine Höhe (no mark)                     |
| ogV | ohne gültigen Versuch                    |
| –   | verzichtet                               |
| o   | übersprungen                             |
| x   | ungültig                                 |
| r   | Wettkampf nicht fortgesetzt (retired)    |

## Qualifikation
18. August 2022, 10:50 Uhr MESZ
25 Teilnehmer traten in zwei Gruppen zur Qualifikationsrunde an. Die Qualifikationshöhe für den direkten Finaleinzug betrug 5,80 m. Doch als nach Abschluss der Serien über 5,65 m nur noch dreizehn Springer im Wettbewerb waren, wurde die Qualifikation abgebrochen, denn für die vorgesehene Mindestzahl von zwölf Finalteilnehmern hätte nur noch ein einziger Wettbewerber eliminiert werden müssen. So bestritten alle dreizehn Wettbewerber, die 5,65 m übersprungen hatten (hellgrün unterlegt), das für den übernächsten Tag angesetzte Finale.

### Gruppe A

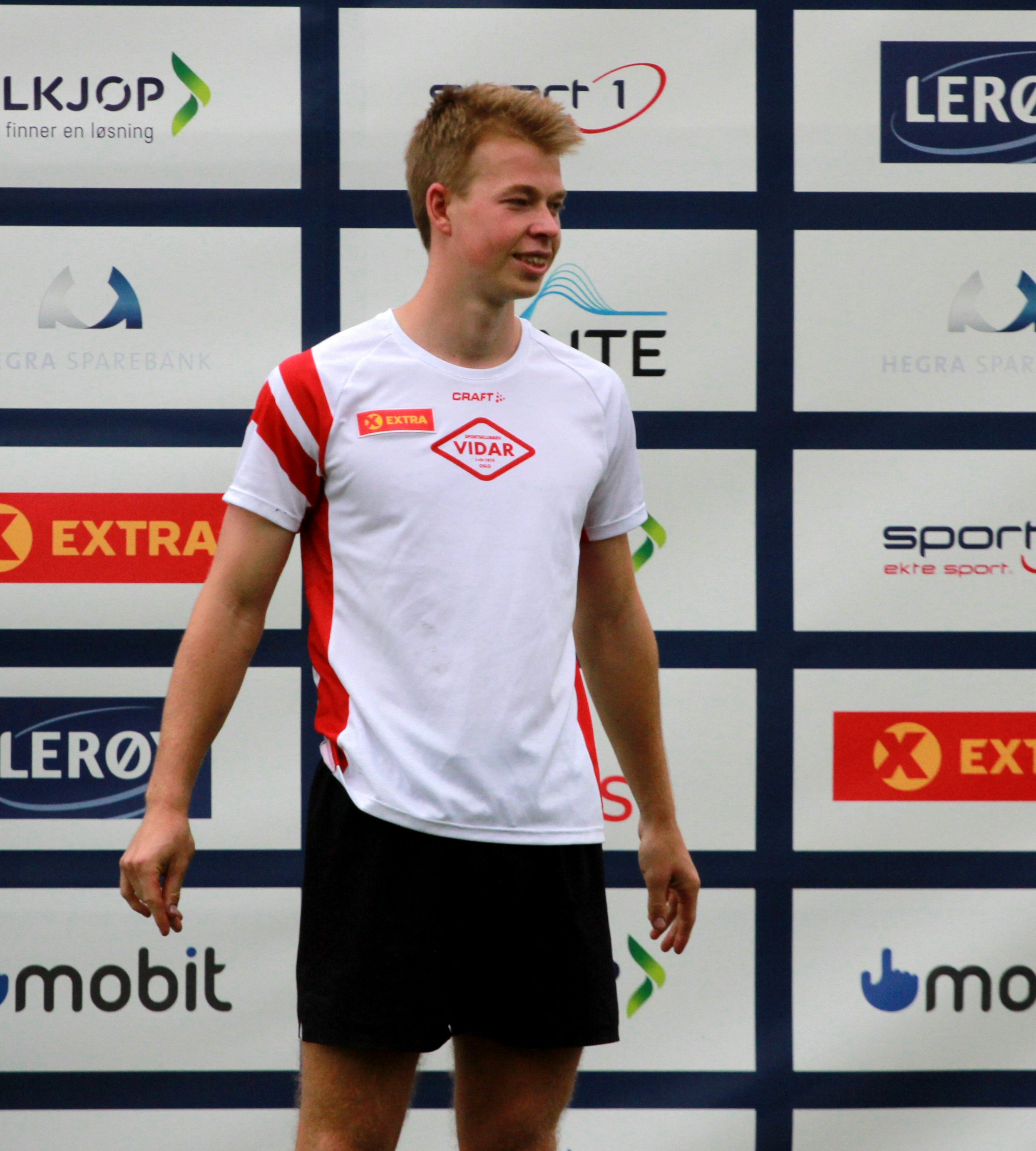
Simen Guttormsen – ausgeschieden mit 5,50 m
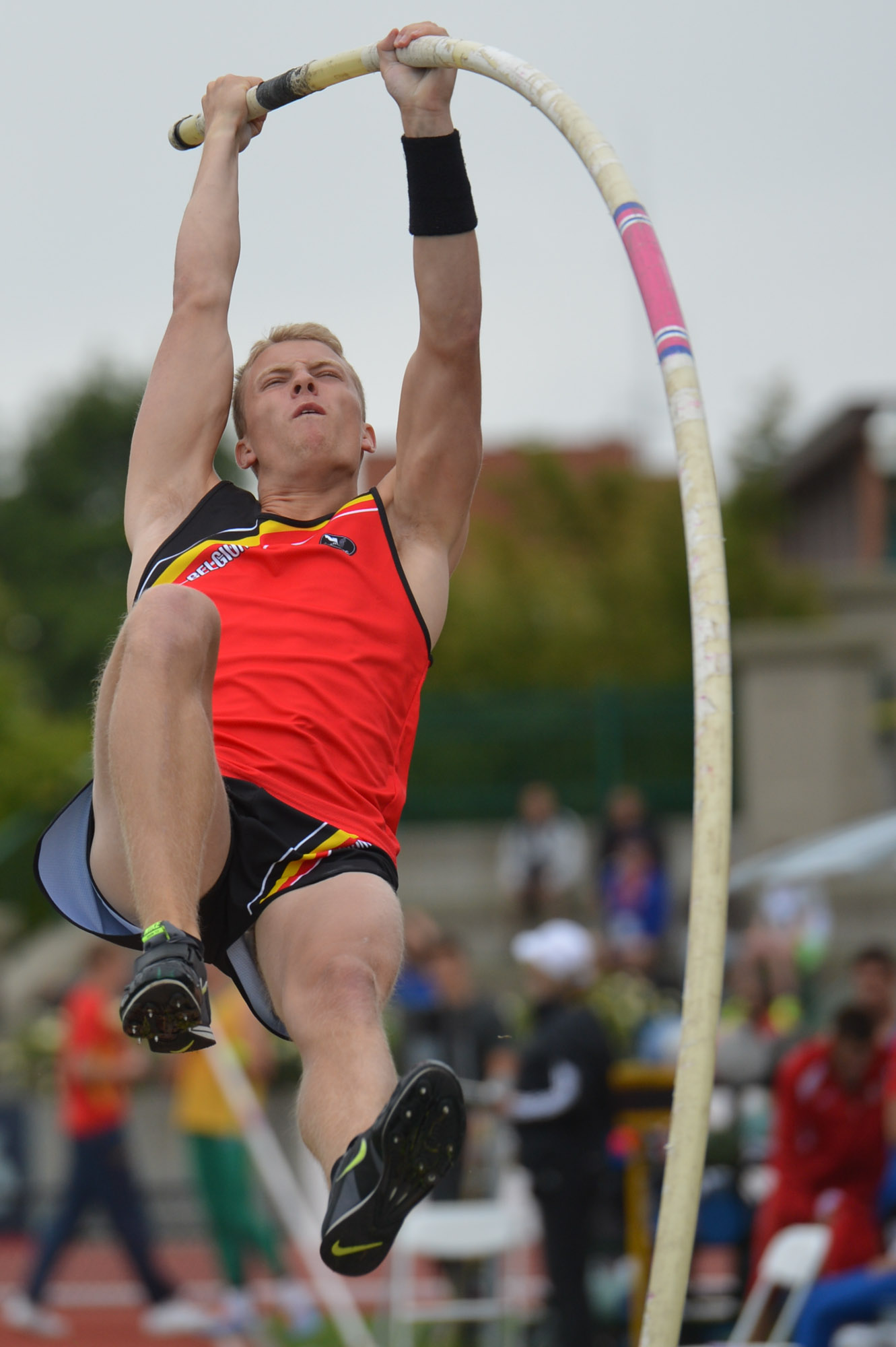
Ben Broeders – ausgeschieden mit 5,50 m
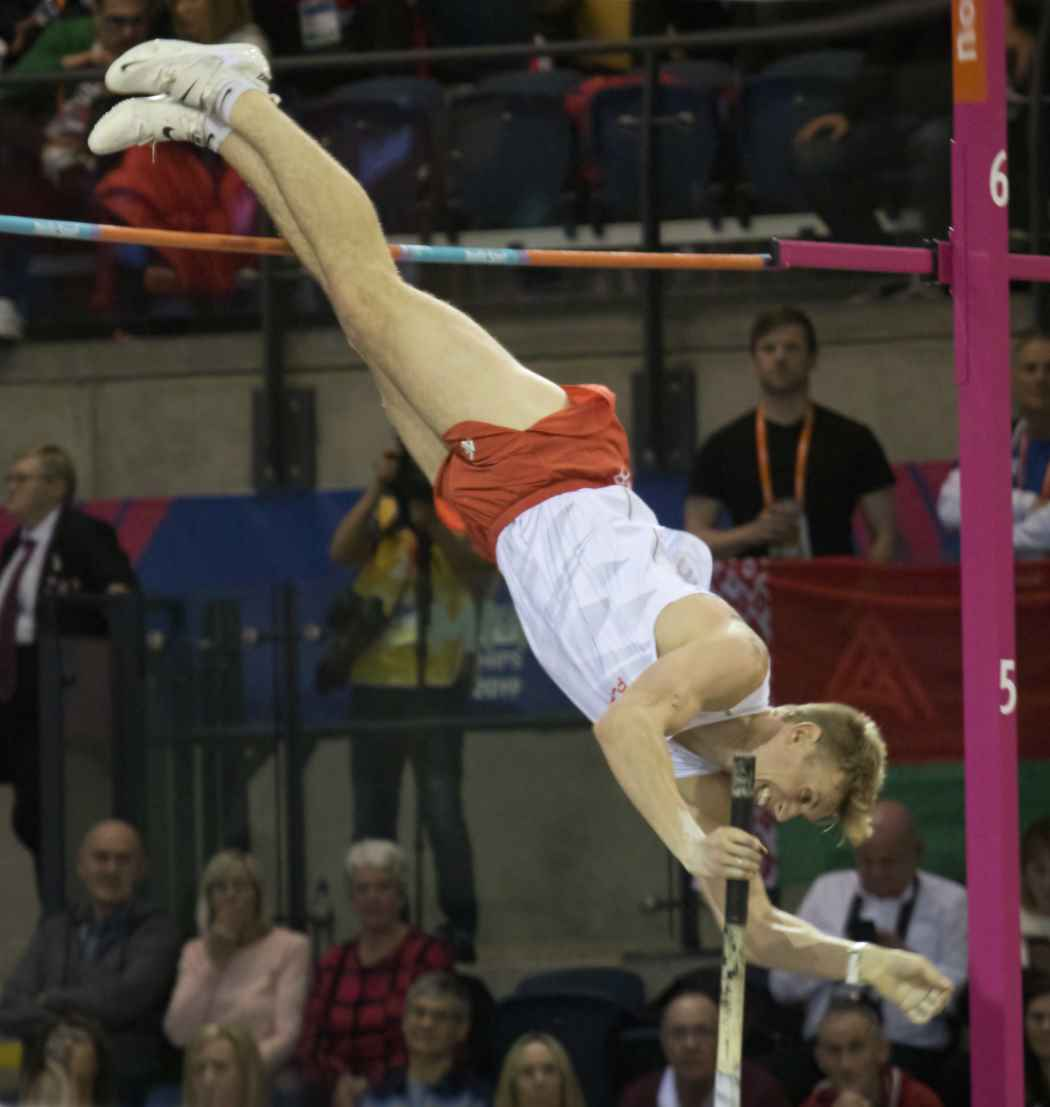
Piotr Lisek – ausgeschieden mit 5,50 m
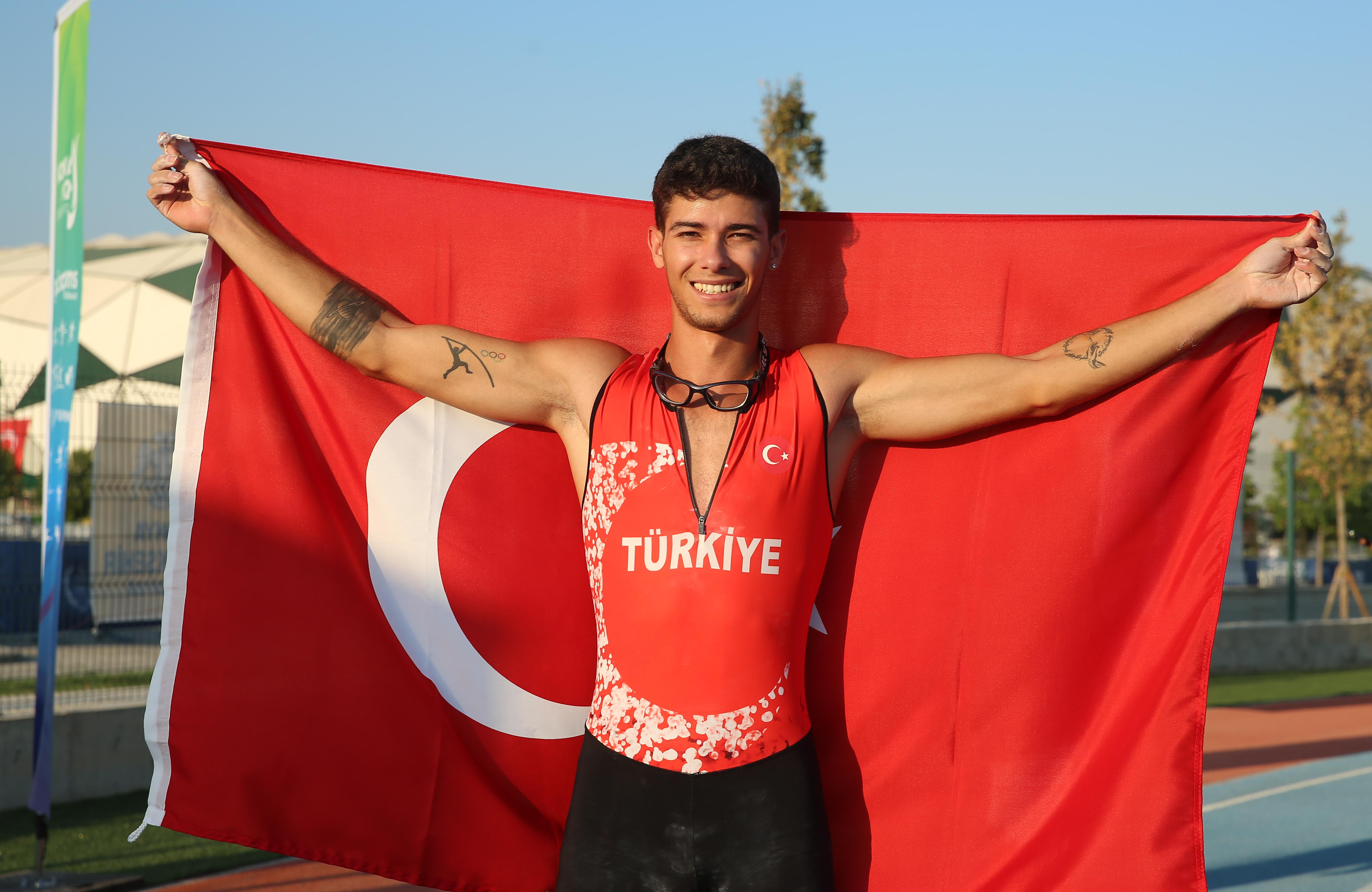
Ersu Şaşma – ausgeschieden mit 5,50 m

| Platz | Athlet            | Land           | Resultat (m) | Versuchsserie (m) | Versuchsserie (m) | Versuchsserie (m) |
| Platz | Athlet            | Land           | Resultat (m) | 5,30              | 5,50              | 5,65              |
| ----- | ----------------- | -------------- | ------------ | ----------------- | ----------------- | ----------------- |
| 1     | Thibaut Collet    | Frankreich     | 5,65         | –                 | o                 | o                 |
| 1     | Rutger Koppelaar  | Niederlande    | 5,65         | –                 | o                 | o                 |
| 3     | Armand Duplantis  | Schweden       | 5,65         | –                 | –                 | xo                |
| 3     | Renaud Lavillenie | Frankreich     | 5,65         | –                 | o                 | xo                |
| 5     | Sondre Guttormsen | Norwegen       | 5,65         | –                 | xo                | xo                |
| 6     | Simen Guttormsen  | Norwegen       | 5,50         | o                 | o                 | xxx               |
| 7     | Ben Broeders      | Belgien        | 5,50         | –                 | xo                | xxx               |
| 7     | Piotr Lisek       | Polen          | 5,50         | o                 | xo                | xxx               |
| 9     | Ersu Şaşma        | Türkei         | 5,50         | o                 | xxo               | xxx               |
| 10    | Robert Renner     | Slowenien      | 5,30         | o                 | xxx               |                   |
| 11    | Juho Alasaari     | Finnland       | 5,30         | xxo               | xxx               |                   |
| NM    | Harry Coppell     | Großbritannien | ogV          | xxr               |                   |                   |
| NM    | Max Mandusic      | Italien        | ogV          | xxx               |                   |                   |

### Gruppe B

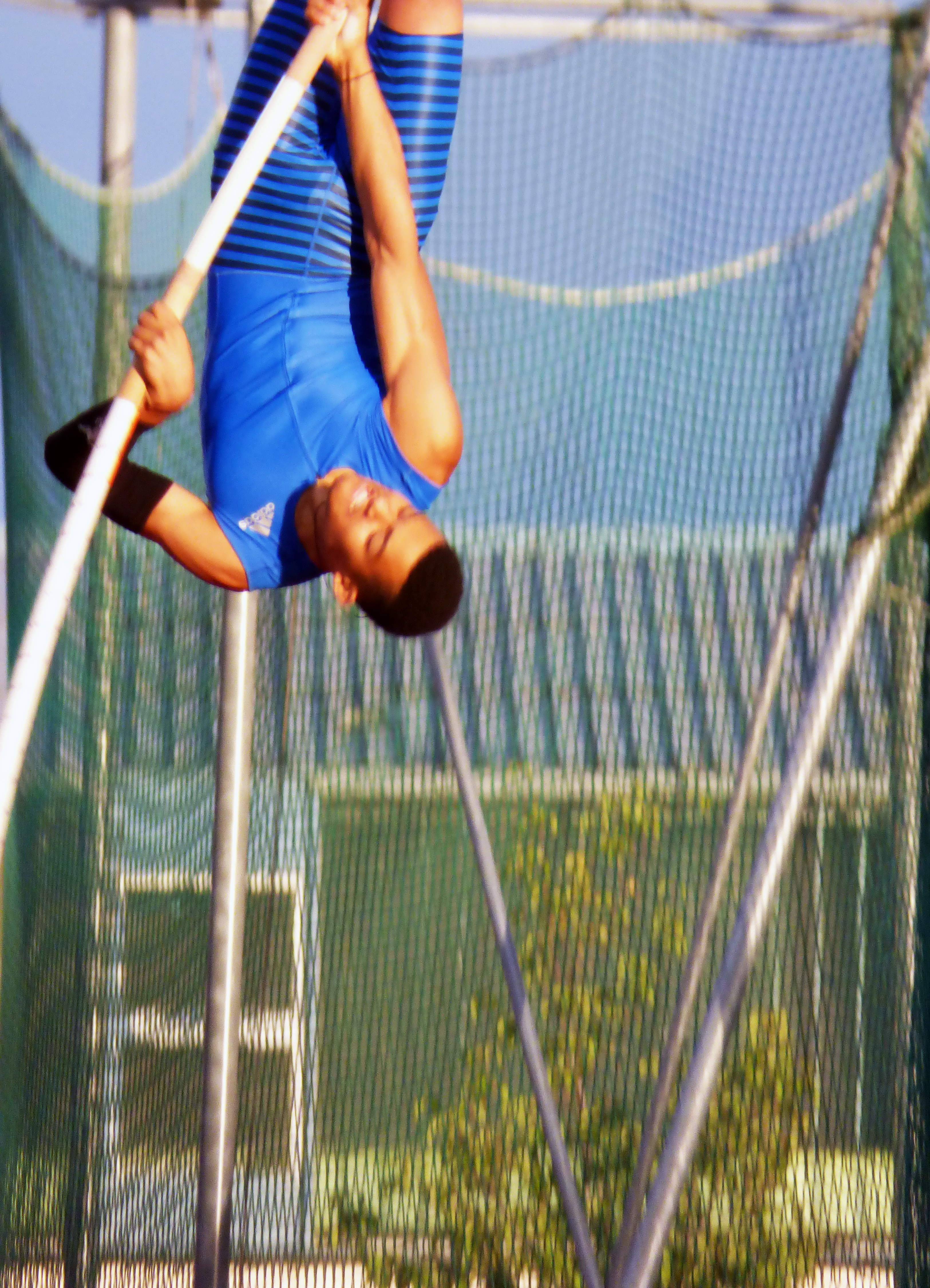
Emmanouil Karalis – ausgeschieden mit 5,50 m
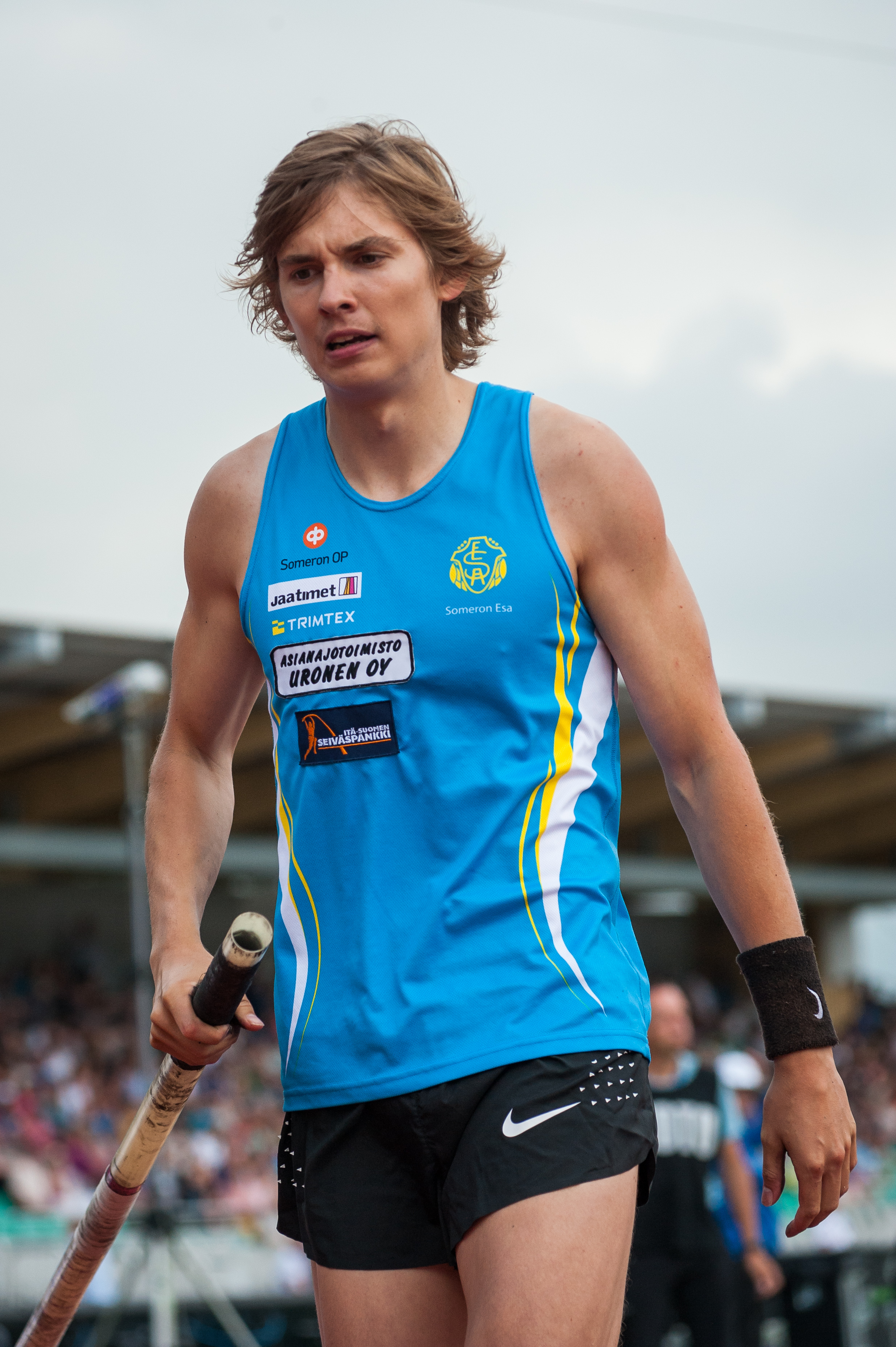
Tommi Holttinen – ausgeschieden mit 5,50 m
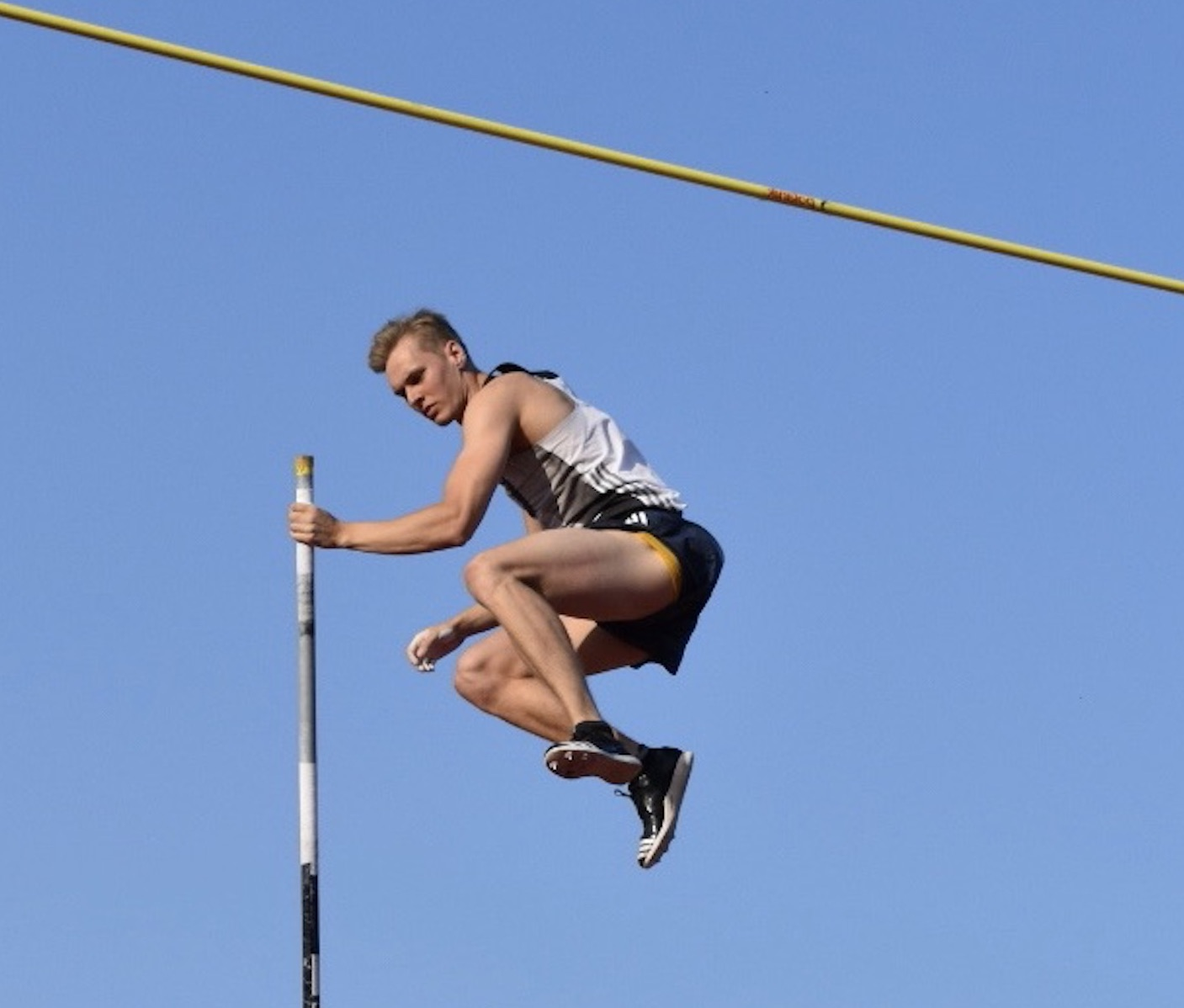
Robert Sobera – ausgeschieden mit 5,50 m
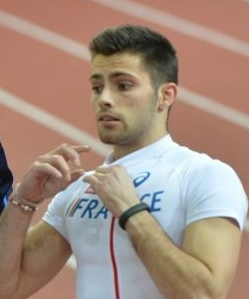
Valentin Lavillenie – ohne gültigen Versuch

| Platz | Athlet                | Land         | Resultat (m) | Versuchsserie (m) | Versuchsserie (m) | Versuchsserie (m) |
| Platz | Athlet                | Land         | Resultat (m) | 5,30              | 5,50              | 5,65              |
| ----- | --------------------- | ------------ | ------------ | ----------------- | ----------------- | ----------------- |
| 1     | Bo Kanda Lita Baehre  | Deutschland  | 5,65         | –                 | o                 | o                 |
| 1     | Oleg Zernikel         | Deutschland  | 5,65         | –                 | o                 | o                 |
| 3     | Torben Blech          | Deutschland  | 5,65         | o                 | xo                | o                 |
| 4     | Pål Haugen Lillefosse | Norwegen     | 5,65         | –                 | o                 | xo                |
| 5     | Menno Vloon           | Niederlande  | 5,65         | xo                | o                 | xo                |
| 6     | Dominik Alberto       | Schweiz      | 5,65         | o                 | o                 | xxo               |
| 7     | Urho Kujanpää         | Finnland     | 5,65         | o                 | xo                | xxo               |
| 8     | Emmanouil Karalis     | Griechenland | 5,50         | o                 | o                 | xxx               |
| 9     | Tommi Holttinen       | Finnland     | 5,50         | o                 | xo                | xxx               |
| 9     | Robert Sobera         | Polen        | 5,50         | o                 | xo                | xxx               |
| 11    | Riccardo Klotz        | Österreich   | 5,30         | xxo               | xxx               |                   |
| NM    | Valentin Lavillenie   | Frankreich   | ogV          | –                 | xxx               |                   |

## Finale
20. August 2022, 20:05 Uhr MESZ
| Platz | Athlet                | Land        | Resultat (m) | Versuchsserie (m) | Versuchsserie (m) | Versuchsserie (m) | Versuchsserie (m) | Versuchsserie (m) | Versuchsserie (m) | Versuchsserie (m) |
| Platz | Athlet                | Land        | Resultat (m) | 5,50              | 5,65              | 5,75              | 5,85              | 5,90              | 5,95              | 6,06              |
| ----- | --------------------- | ----------- | ------------ | ----------------- | ----------------- | ----------------- | ----------------- | ----------------- | ----------------- | ----------------- |
| 1     | Armand Duplantis      | Schweden    | 6,06 CR      | –                 | o                 | –                 | o                 | o                 | o                 | o                 |
| 2     | Bo Kanda Lita Baehre  | Deutschland | 5,85000      | o                 | xo                | xo                | xo                | x–                | xx                |                   |
| 3     | Pål Haugen Lillefosse | Norwegen    | 5,75000      | o                 | o                 | o                 | xxx               |                   |                   |                   |
| 4     | Rutger Koppelaar      | Niederlande | 5,75000      | o                 | o                 | xo                | xxx               |                   |                   |                   |
| 5     | Thibaut Collet        | Frankreich  | 5,75000      | o                 | xo                | xo                | xxx               |                   |                   |                   |
| 6     | Sondre Guttormsen     | Norwegen    | 5,75000      | xo                | xo                | xo                | xxx               |                   |                   |                   |
| 7     | Renaud Lavillenie     | Frankreich  | 5,65000      | –                 | o                 | –                 | xxx               |                   |                   |                   |
| 8     | Torben Blech          | Deutschland | 5,50000      | o                 | xxx               |                   |                   |                   |                   |                   |
| 9     | Urho Kujanpää         | Finnland    | 5,50000      | xo                | xxx               |                   |                   |                   |                   |                   |
| 9     | Oleg Zernikel         | Deutschland | 5,50000      | xo                | xxx               |                   |                   |                   |                   |                   |
| NM    | Menno Vloon           | Niederlande | ogV000       | xxx               |                   |                   |                   |                   |                   |                   |
| NM    | Dominik Alberto       | Schweiz     | ogV000       | xxx               |                   |                   |                   |                   |                   |                   |

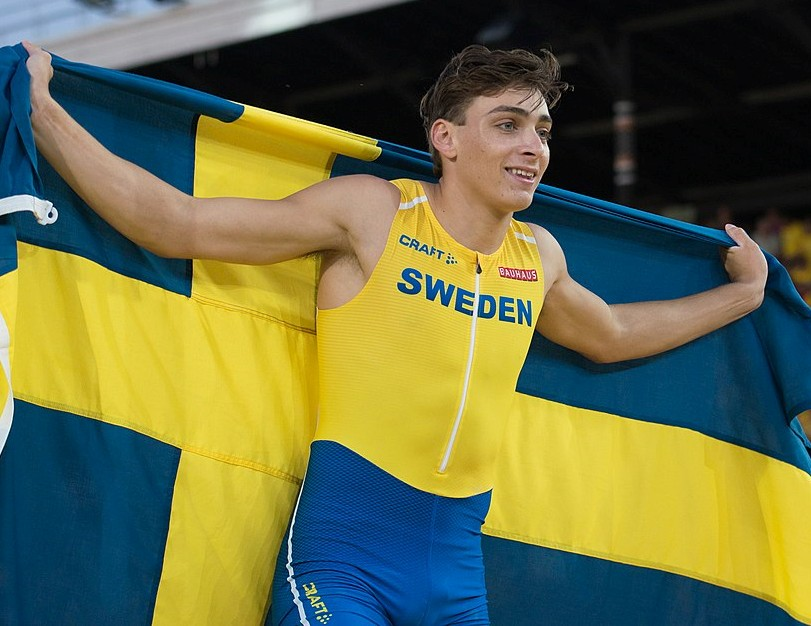
Armand Duplantis dominierte den
Stabhochsprungwettbewerb nach Belieben

Im Stabhochsprung bot sich das in den letzten Jahren gewohnte Bild. Mit dem Schweden Armand Duplantis gab es einen überlegenen Athleten als Titelgewinner, alle anderen Wettbewerber kämpften um die Medaillen und Platzierungen hinter ihm.
Die äußeren Bedingungen mit kühler und feuchter Witterung waren nicht ideal, das Leistungsniveau litt ein wenig darunter. Aber immerhin fünf Teilnehmer übersprangen 5,75 m, zwei weitere hatten die Höhe ausgelassen und waren noch im Wettbewerb, als die neue Höhe von 5,85 m aufgelegt wurde. Als einziger war Duplantis, der 5,75 m ausgelassen hatte, hier im ersten Anlauf erfolgreich. Der Deutsche Bo Kanda Lita Baehre zog mit seinem zweiten Sprung nach, während sich alle anderen Teilnehmer dreimal vergeblich an dieser Höhe versuchten. Der Norweger Pål Haugen Lillefosse war als einziger der nun ausgeschiedenen Springer zuvor ohne Fehlversuch geblieben und gewann damit die Bronzemedaille. Die Ränge vier, fünf und sechs belegten in dieser Reihenfolge der Niederländer Rutger Koppelaar, der Franzose Thibaut Collet und der Norweger Sondre Guttormsen. Sie alle hatten 5,75 m mit ihrem jeweils zweiten Sprung überquert und unterschieden sich durch die vorher produzierten Fehlversuche. Siebter wurde der Franzose Renaud Lavillenie, der wie Duplantis 5,75 m ausgelassen hatte. Lavillenie erreichte diese Platzierung mit einem einzigen gültigen Sprung über 5,65 m, auch die Anfangshöhe von 5,50 m hatte er ausgelassen.
Der anschließende Kampf um Gold und Silber war schnell entschieden. Duplantis meisterte 5,90 m und 5,95 m jeweils problemlos im ersten Durchgang. Bo Kanda Lita Baehre scheiterte bei 5,90 m einmal und versuchte sich anschließend zweimal vergeblich an 5,95 m. Damit hatte er sich die Silbermedaille gesichert. Der als Europameister feststehende Armand Duplantis ließ noch 6,06 m auflegen. Auch diese Höhe übersprang er gleich im ersten Anlauf und verbesserte damit seinen eigenen Meisterschaftsrekord um einen Zentimeter. Anschließend brach er den Wettbewerb ab.

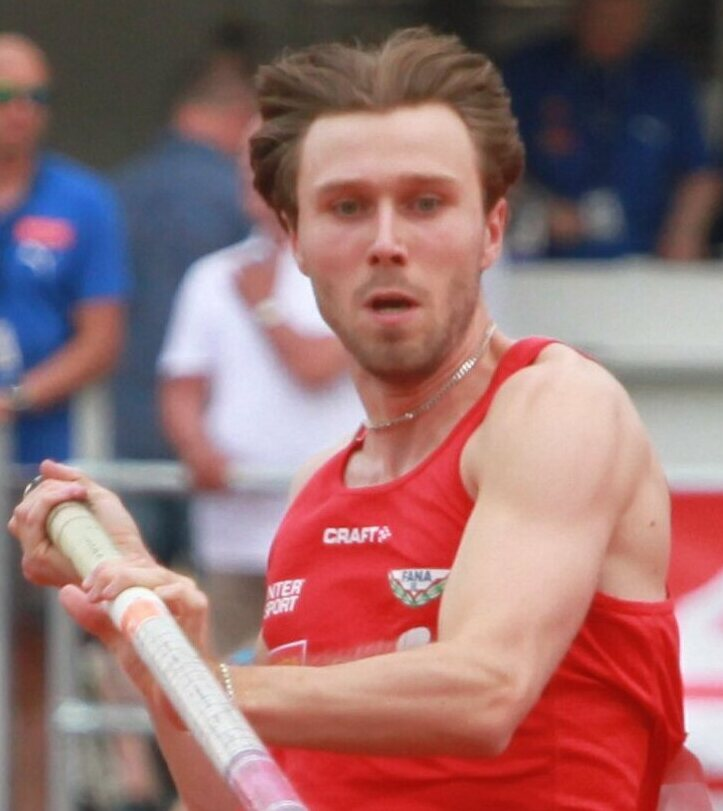
Bronzemedaillengewinner Pål Haugen Lillefosse
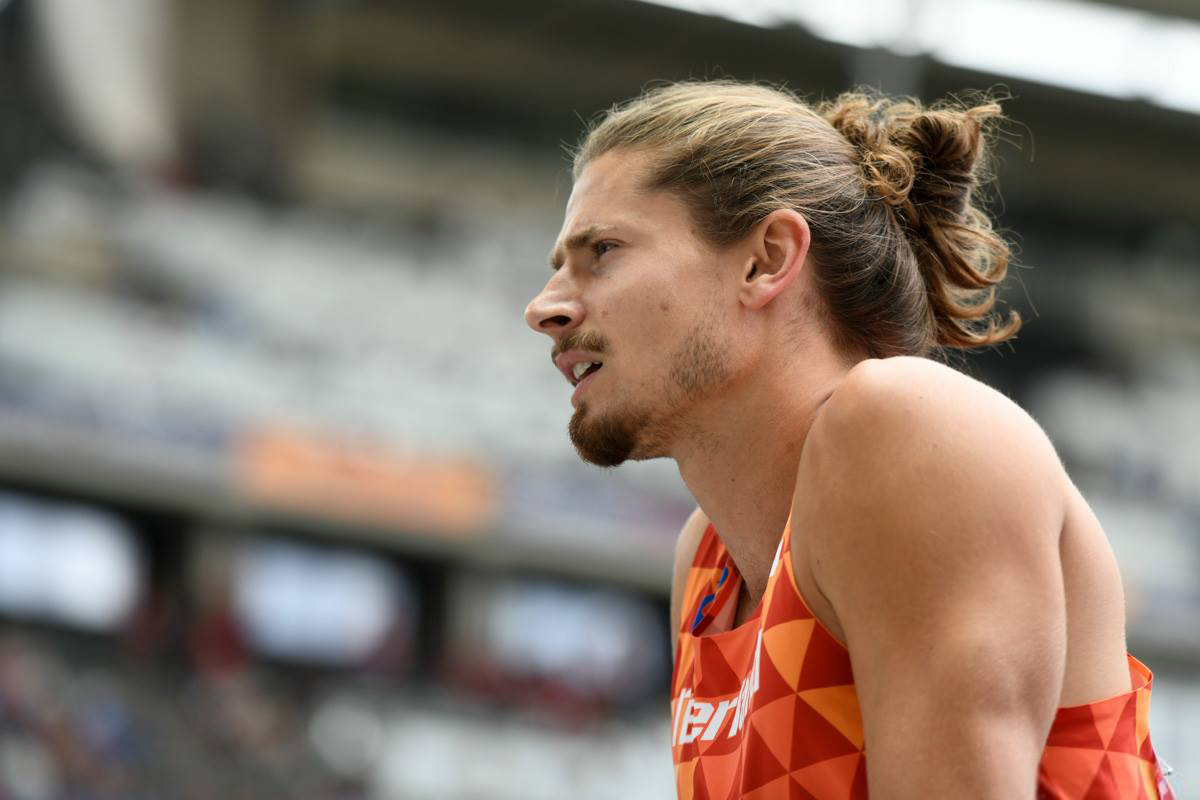
Rang vier für Rutger Koppelaar
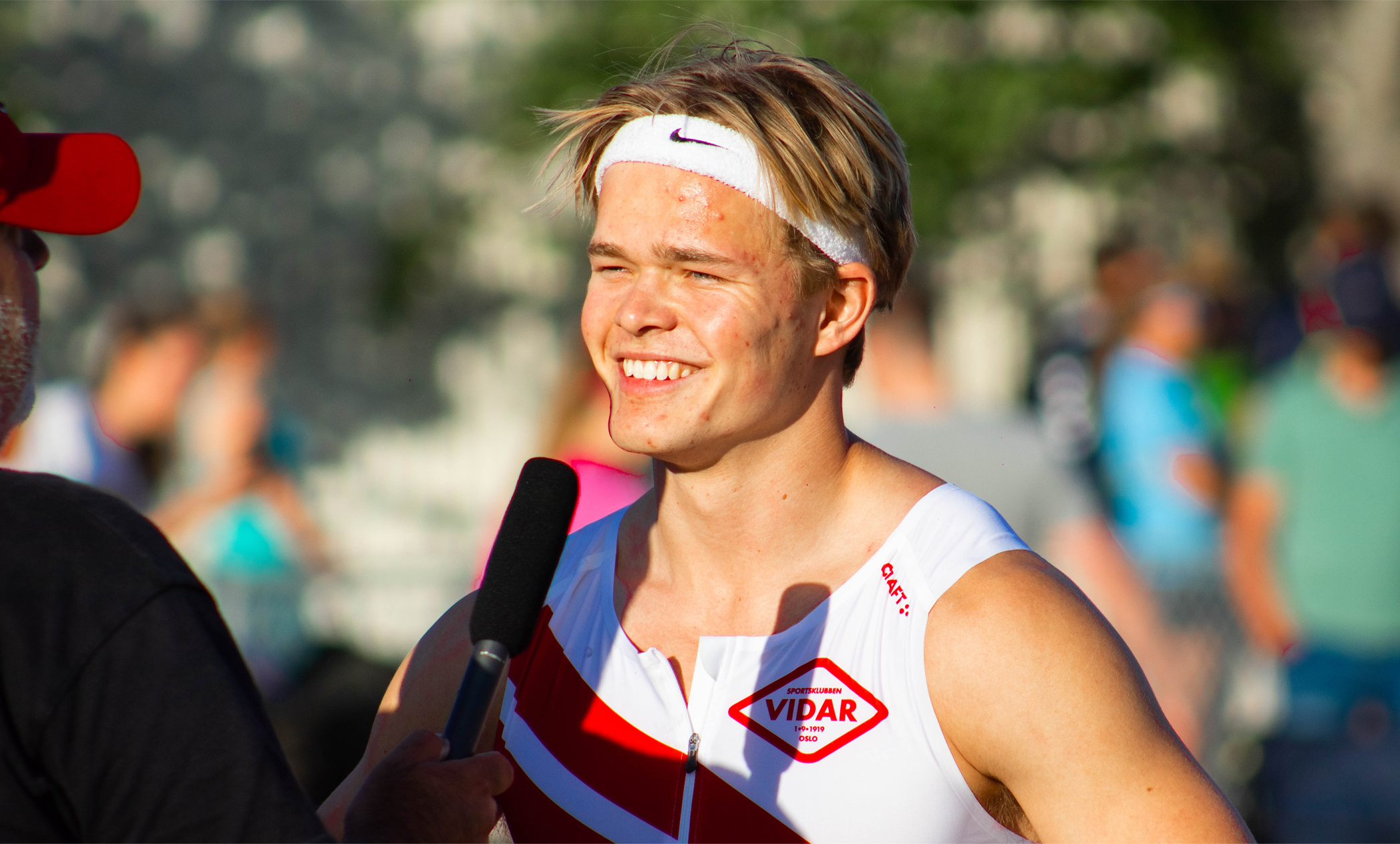
Sondre Guttormsen kam auf den sechsten Platz
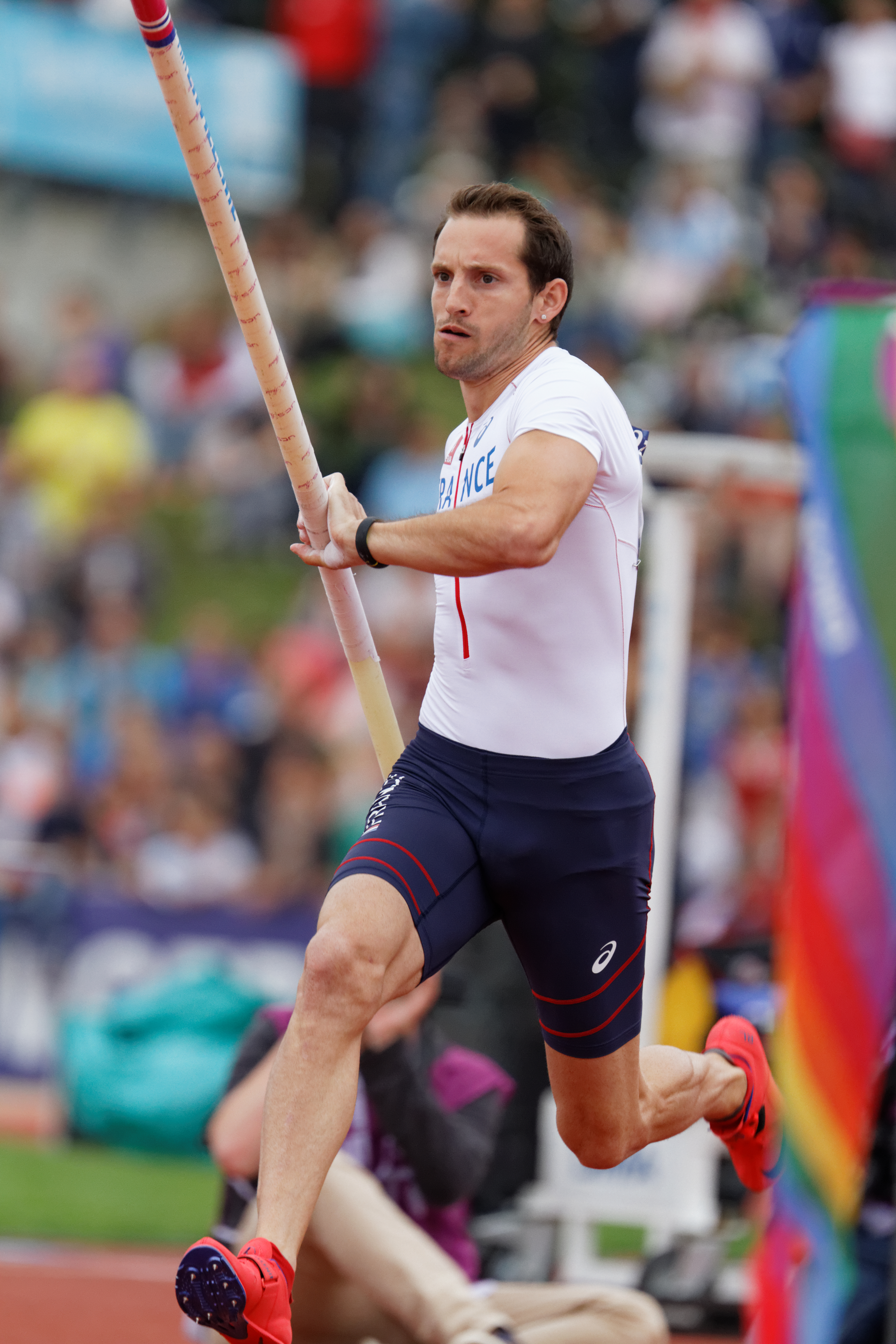
Renaud Lavillenie belegte Rang sieben

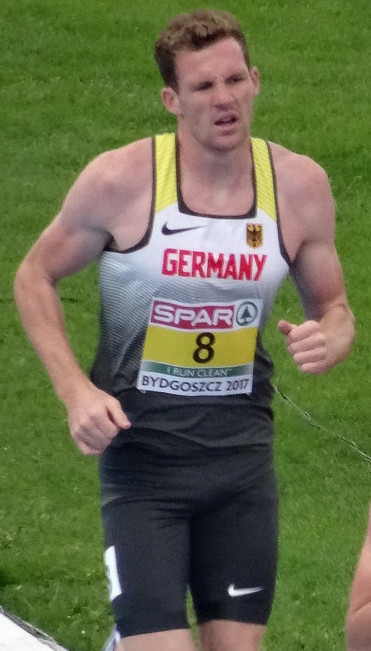
Torben Blech (hier während eines Zehnkampfs) erreichte Platz acht
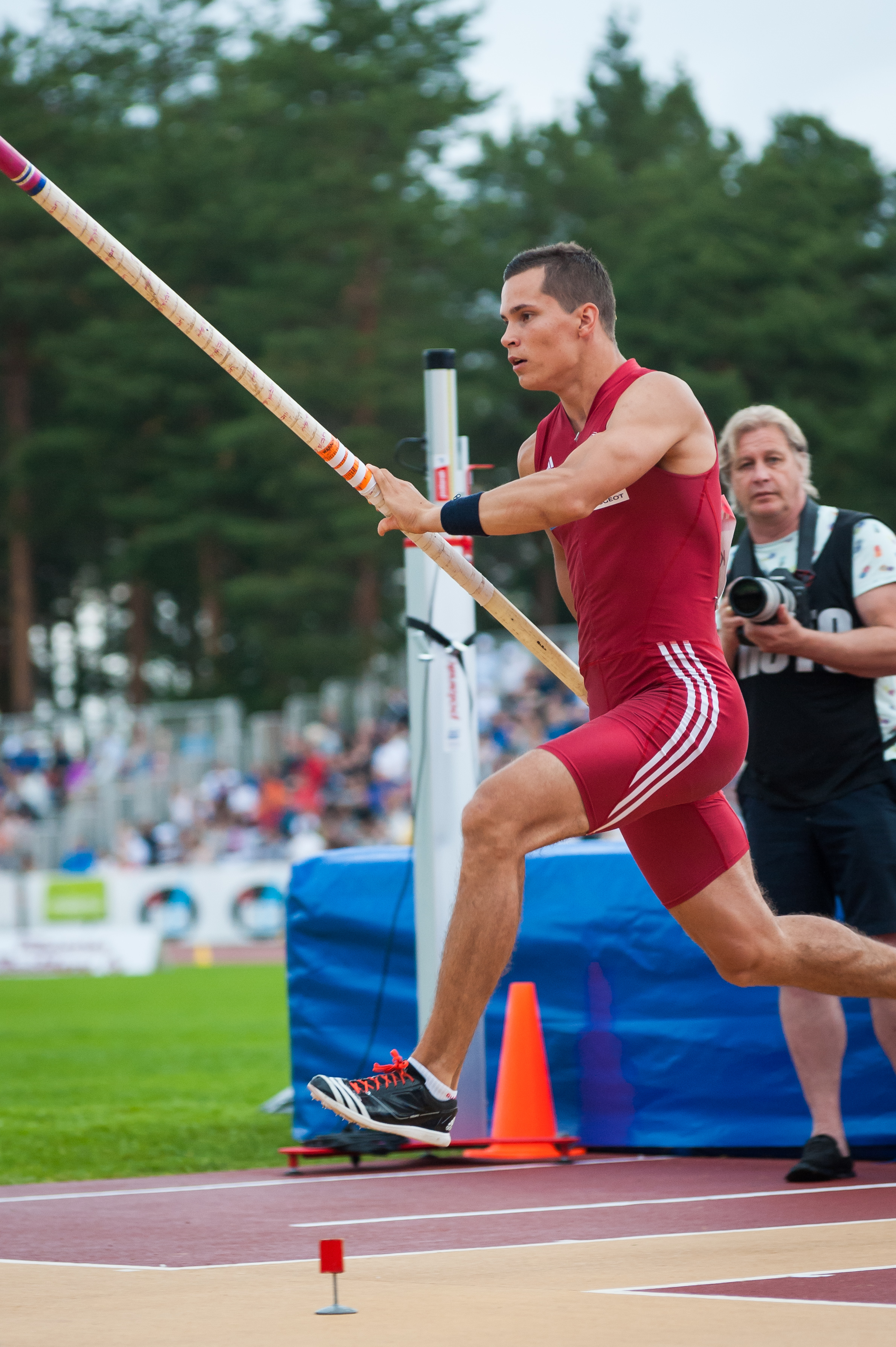
Urho Kujanpää – geteilter neunter Rang
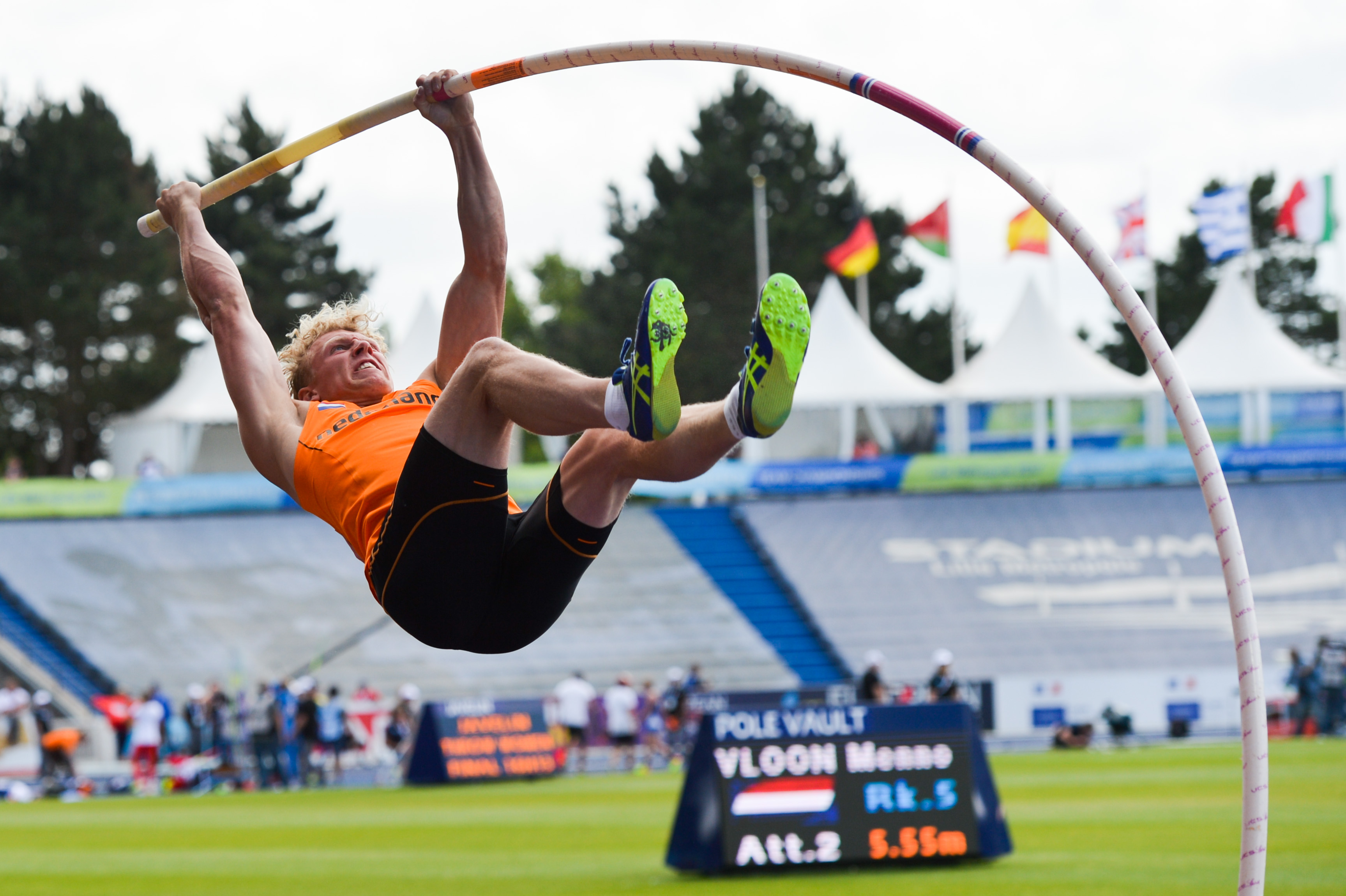
Menno Vloon gelang im Finale kein gültiger Sprung

## Videolink
- Mondo Duplantis Sets New CHAMPIONSHIP RECORD | Pole Vault Final | Munich 2022, youtube.com, abgerufen am 6. April 2023